# Vidrik Verlandssons Grab
Vidrik Verlandssons Grab liegt bei Ucklum in Västra Götalands län in Schweden und wird durch zwei hohe und schlanke Bautasteine markiert.
Die Legende besagt, dass die Steine am Kopf- und Fußende des Kriegers Vidrik Verlandsson, der in einer Schlacht auf Grössby gärde getötet wurde, gesetzt wurden. Der Abstand zwischen den Steinen beträgt mehr als fünf Meter und soll anzeigen, dass Vidrik ein großer Krieger gewesen sein muss.

## Der Name
Vidrik Verlandsson (englisch Wudga oder Widia; mittelhochdeutsch Wittich, Witege oder Witige; gotisch: Vidigoia; Proto-Germanisch: Widigaz, Vidrik oder Widga; altnordisch: Widga, Videke oder Vidrik Verlandsson oder Vallandsson oder Villandsson) ist ein Held in mehreren frühgermanischen Sagen, in denen er einer der Ritter des Königs Theoderichs war, sowie in späteren skandinavischen Balladen. In einer Ballade gewann er besonderen Ruhm durch sein Duell mit dem Riesen Långben Rese. Im Mittelalter wurde er der zum Sohn von Wieland dem Schmied und seiner Frau Böðvildr, was ihn berechtigte, einen Hammer und eine Zange im Wappen zu tragen.
Vidrik hat seine historische Grundlage entweder im gotischen Nationalhelden Vidigoia oder in Witichis, dem König der Ostgoten († 542).